# Nicolás Sánchez (calciatore 2004)
Nicolás Agustín Sánchez (Villa General Savio, 20 luglio 2004) è un calciatore argentino, centrocampista del Racing (C) in prestito dal Gimnasia (LP).

## Caratteristiche tecniche
È un centrocampista difensivo.

## Carriera
Sánchez è cresciuto nel settore giovanile del Gimnasia (LP), con cui ha debuttato in prima squadra il 14 aprile 2023 nell'incontro di Primera División perso 3-0 contro il River Plate. Il 13 marzo ha firmato il suo primo contratto professionistico con il club biancoblu.

## Statistiche

### Presenze e reti nei club
Statistiche aggiornate al 2 aprile 2024.
| Stagione        | Squadra         | Campionato      | Campionato | Campionato | Coppe nazionali | Coppe nazionali | Coppe nazionali | Coppe continentali | Coppe continentali | Coppe continentali | Altre coppe | Altre coppe | Altre coppe | Totale | Totale | Totale |
| Stagione        | Squadra         | Comp            | Pres       | Reti       | Comp            | Pres            | Reti            | Comp               | Pres               | Reti               | Comp        | Pres        | Reti        | Pres   | Reti   |        |
| --------------- | --------------- | --------------- | ---------- | ---------- | --------------- | --------------- | --------------- | ------------------ | ------------------ | ------------------ | ----------- | ----------- | ----------- | ------ | ------ | ------ |
| 2023            | Gimnasia (LP)   | PD              | 9          | 0          | CA+CdL          | 0+1             | 0               | CS                 | 1                  | 0                  |             | -           | -           | 11     | 0      |        |
| 2024            | Gimnasia (LP)   | PD              | 0          | 0          | CA+CdL          | 0               | 0               |                    | -                  | -                  |             | -           | -           | 0      | 0      |        |
| Totale carriera | Totale carriera | Totale carriera | 9          | 0          |                 | 1               | 0               |                    | 1                  | 0                  |             | -           | -           | 11     | 0      |        |